# Rijksbeschermd gezicht Baarn - Prins Hendrikpark e.o.

Prins Hendrikpark

Gezicht Baarn - Prins Hendrikpark e.o. is een van rijkswege beschermd dorpsgezicht in de wijk Prins Hendrikpark in Baarn in de Nederlandse provincie Utrecht. De procedure voor aanwijzing werd gestart op 19 januari 2005. Het gebied werd op 17 februari 2011 definitief aangewezen. Het beschermd gezicht beslaat een oppervlakte van 140,8 hectare.
Panden die binnen een beschermd gezicht vallen krijgen niet automatisch de status van beschermd monument. Wel zal de gemeente het bestemmingsplan aanpassen om nieuwe ontwikkelingen in het gebied te reguleren. De gezichtsbescherming richt zich op de stedenbouwkundige en cultuurhistorische waardering van een gebied en wil het toekomstig functioneren daarvan veiligstellen.

## Wijk
De villawijk ligt tussen de spoorlijn naar Amsterdam en de Amsterdamsestraatweg en Generaal Van Heutzlaan. Het is genoemd naar Prins Hendrik de Zeevaarder, de broer van Koning Willem III. Prins Hendrik verkocht zijn grond voor de aanleg van de in 1874 gereed gekomen spoorlijn Amsterdam-Amersfoort.
Na aankoop van een deel van het tot het Koninklijk Domein behorende Baarnse Bos in 1883, werd ten zuiden van de spoorlijn het Prins Hendrikpark aangelegd. De Utrechtse tuinarchitect Hendrik Copijn ontwierp in Engelse landschapsstijl een patroon van gebogen wegen. De voetpaden werden met grint belegd. De Prinses Irenelaan was de enige rechte laan doordat het onderdeel was van het Baarnse Bos. Later werden de Prinses Beatrixlaan en de Bruglaan toegevoegd aan het plan. In de wijk werden zo'n 35 villa's gebouwd. De grote vrijstaande villa's met enkele bijbehorende koetshuizen en dienstwoningen stonden op kavels tussen 0,4 en 3,9 ha. Op 1 mei 1887 werd watergeneesinrichting annex badhotel in het Prins Hendrikpark geopend op initiatief van een aantal Baarnse projectontwikkelaars met als doel een trekpleister van nationale allure te verkrijgen voor de verdere ontwikkeling van Baarn. Een deel van het oude badhotel is opgenomen in een appartementencomplex.

## Zie ook

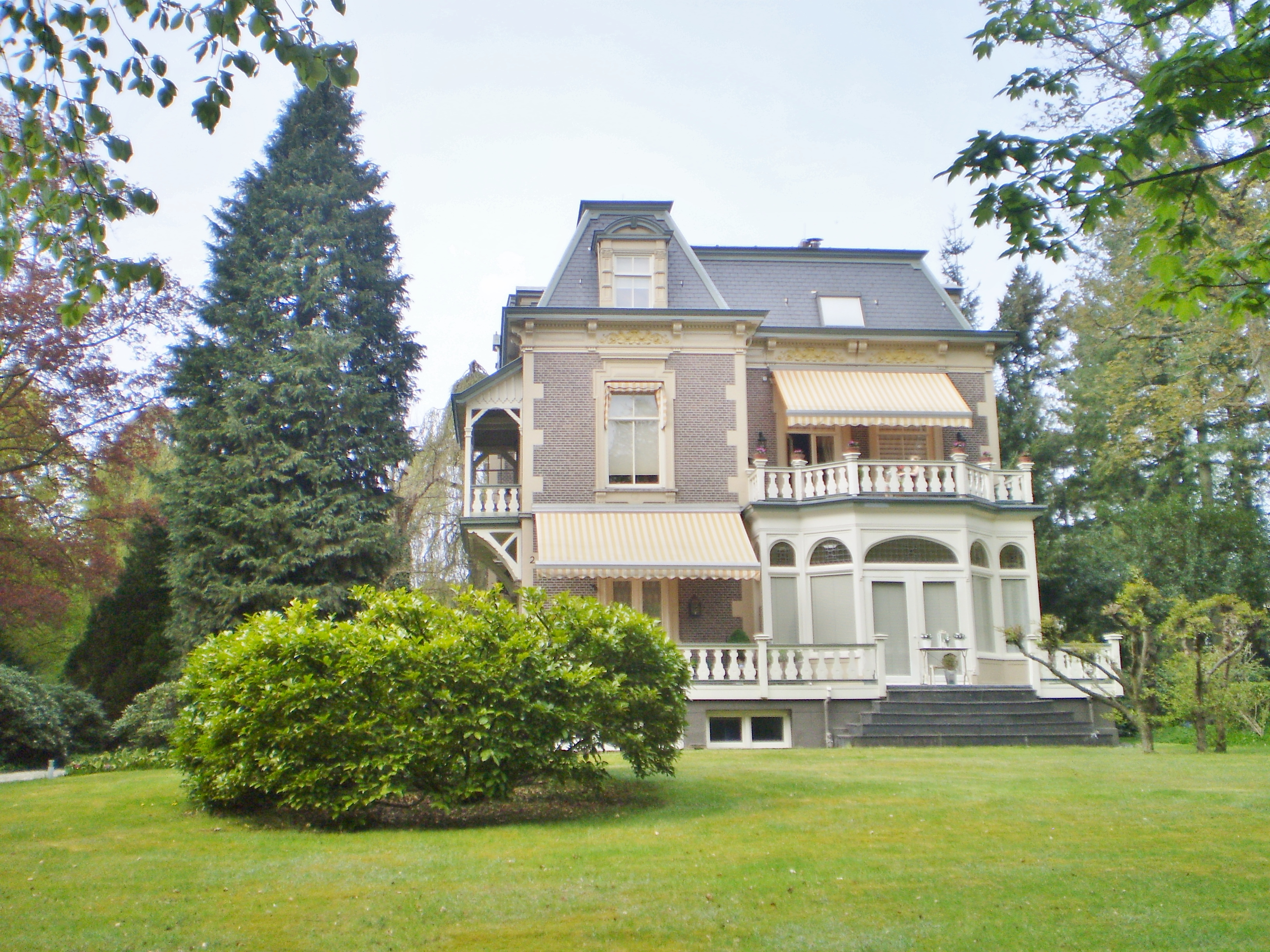
Mariaheuvel
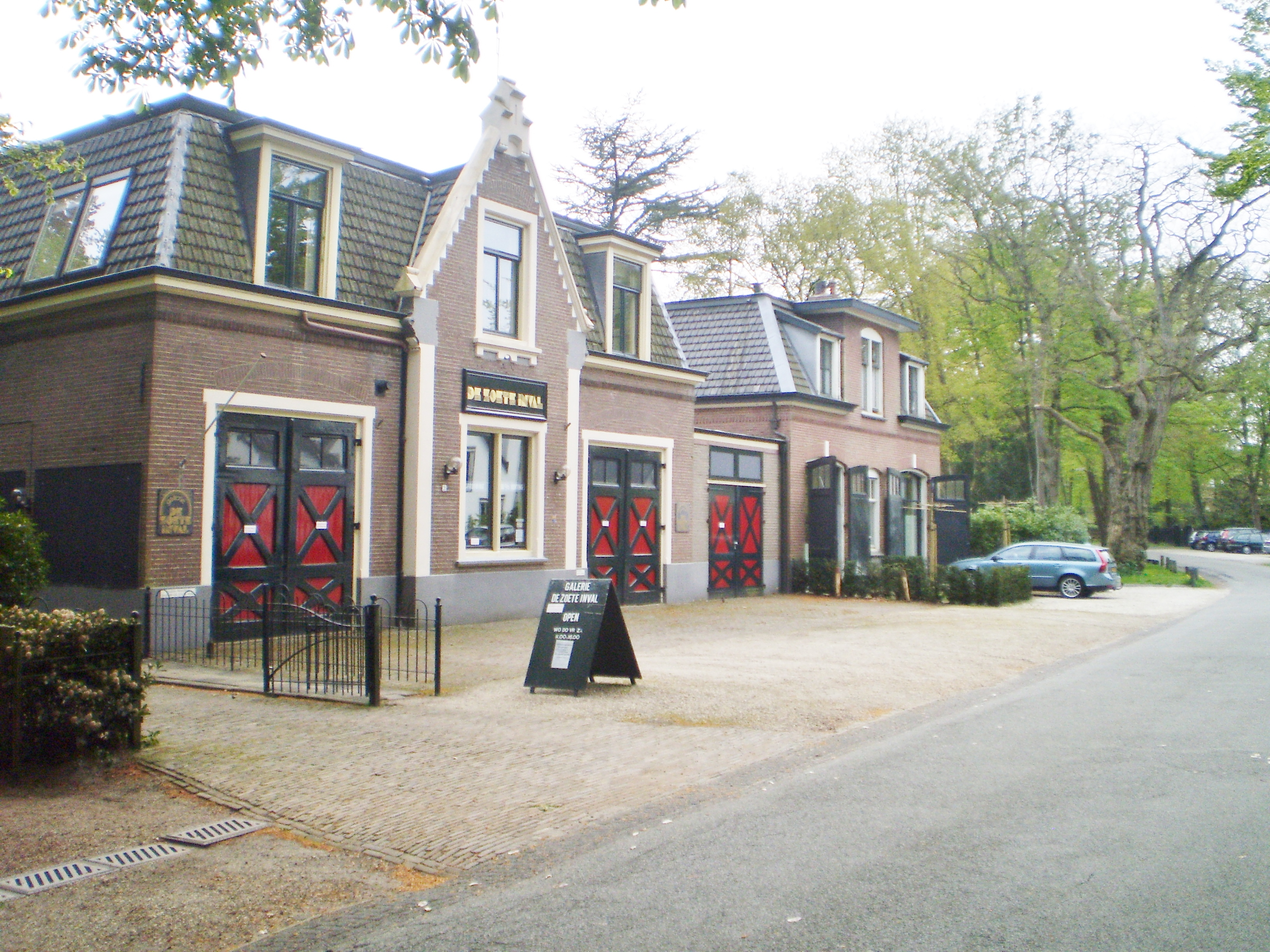
Marielaan
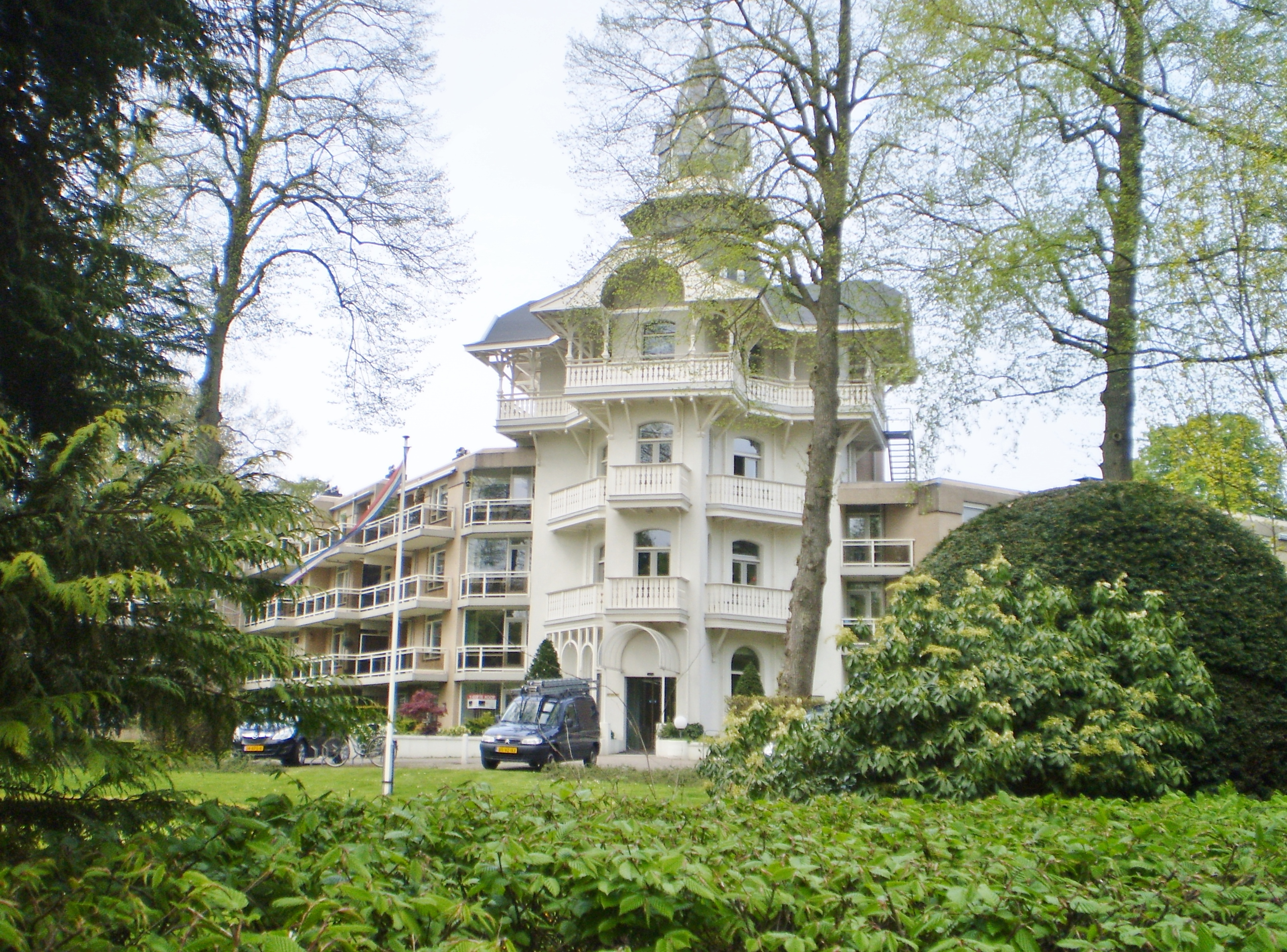
Toren Badhotel
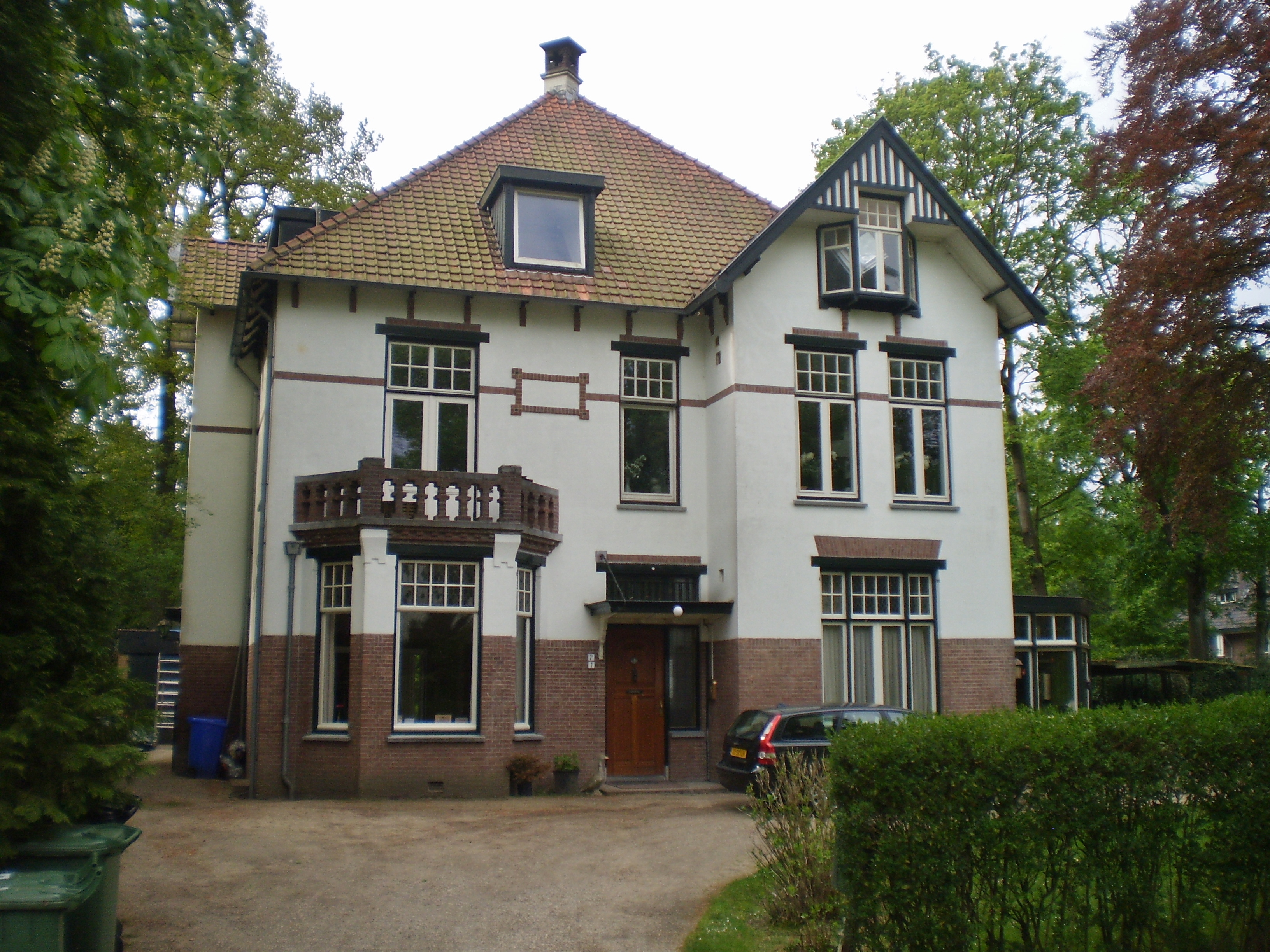
Huize Hertog-Hendrik v/h villa Maria
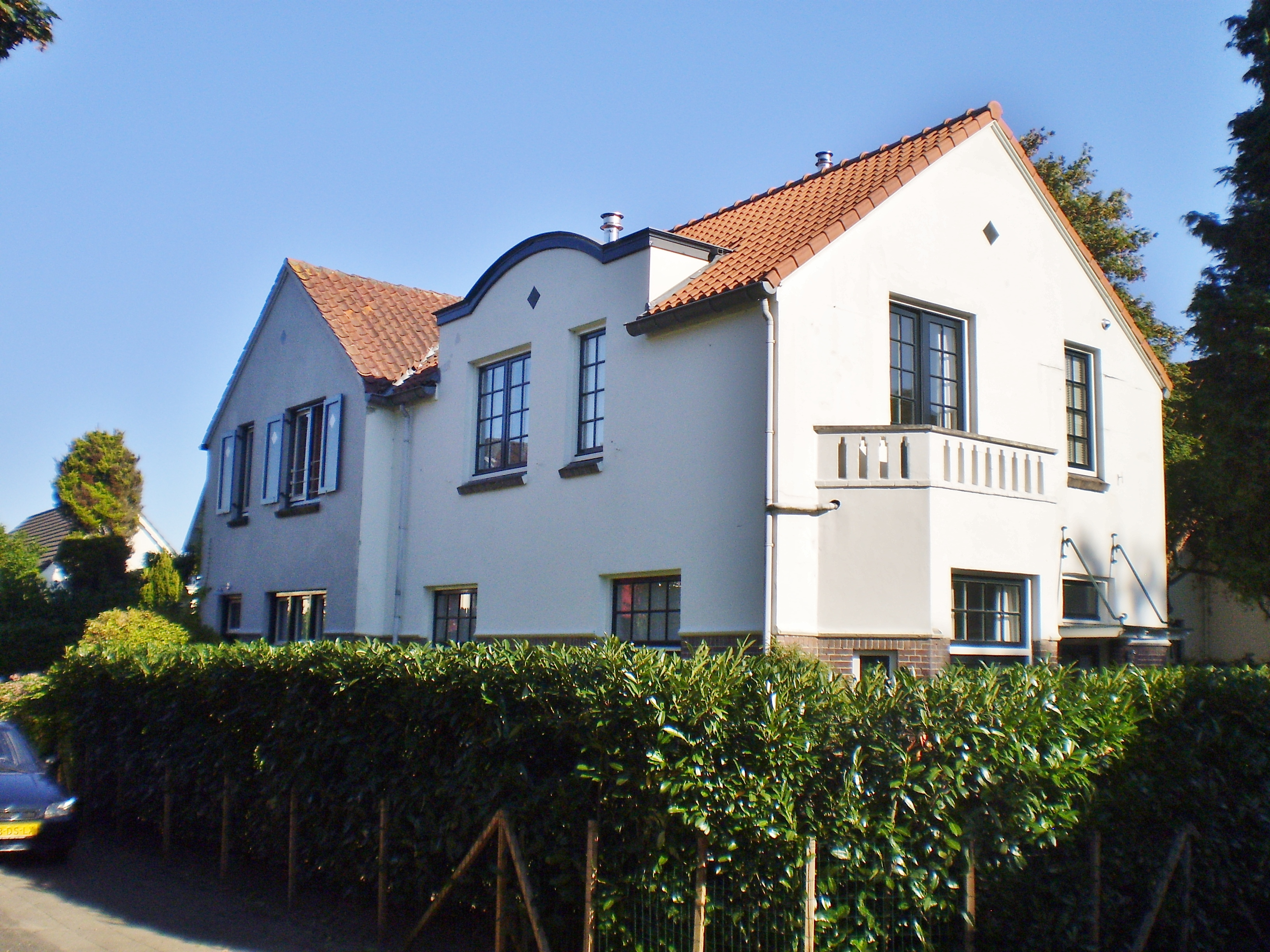
Krugerlaan 15-17